# 잔잔한 내일로부터
《잔잔한 내일로부터》(일본어: 凪のあすから 나기노 아스카라[*])는 시노하라 토시야가 감독한 TV 애니메이션이다. 10월 3일 일본 애니맥스에서의 첫 방영을 시작으로 최종화가 4월 3일에 방영되었다. P.A.WORKS가 기획한 작품으로, 2013년 9월부터는 아스키 미디어 웍스의 월간 코믹 전격 대왕에서 만화로도 연재되었다.

## 개요
인간들이 이전에는 바다에 살았다는 세계관을 바탕으로 육지를 동경한 사람들이 바다를 떠난 후의 이야기를 그리고 있다. P.A.WORKS의 오리지널 애니메이션으로써, 전 26화로 완결되었다.

## 줄거리
먼 옛날, 사람들은 모두 바다에 살고 있었다. 그러나 육지를 동경한 사람들은 바다를 떠나갔다. 바다에서 살 수 있도록 해신님이 내려주신 특별한 옷깃을 벗어던진 채... 바다에 사는 사람, 육지에 사는 사람. 사는 곳은 달라도 원래는 모두가 같은 인간. 사고방식의 차이와 엇갈림 속에서도 서로간의 긴 교류는 지속되고 있었다.
바다 마을에서 살고 있는 사키시마 히카리, 무카이도 마나카, 히라다이라 치사키, 이사키 카나메 그리고 육지에서 살고 있는 키하라 츠무구. 바다와 육지. 중학교 2학년이 될 때까지 같은 세월을 보내왔으면서도 지금까지 만날 일이 없었던 그들이 만난 순간. 밀물과 썰물이 밀려오듯 그들의 마음도 흔들리기 시작한다.

## 등장인물
사키시마 히카리(先島 光)
성우 - 하나에 나츠키, 한 메구미(어린 시절) / 맥스 미틀먼
본 작품의 주인공. 쾌활하지만 말을 험하게 하는 성격이다. 자존심 때문인지 자신이나 타인에게, 특히 마나카에게 솔직하지 못하는 모습을 보이곤 한다. 하지만 어린 시절부터 마나카를 좋아했기 때문에, 마나카의 일이라면 언제든 도와주곤 한다. 키하라 츠무구에게 마나카에 대한 라이벌 의식을 느끼기 때문에 츠무구를 경계한다.
5년간의 동면 이후, 주위의 변화에도 의연한 모습을 보이는 등 어른스러운 면을 보여주기도 한다.
무카이도 마나카(向井戸 まなか)
성우 - 하나자와 카나 / 미셸 러프
밝고 쾌활하지만, 우유부단한 면모를 보이는 소녀. 히카리와는 어릴 때부터 소꿉친구이다. 주위 사람에게 도움을 받는 일이 많다. 배끌기 의식 중 휩쓸려 실종되고, 5년 후 오죠시님의 묘지에서 동면하고 있는 모습으로 발견되었다.
작품 초반에는 츠무구에게 반하지만, 나중에는 히카리를 좋아하게 되었다는게 막판에 밝혀진다.
히라다이라 치사키(比良平 ちさき)
성우 - 카야노 아이 / 브리애나 니커보커
바다 마을의 네 아이 중 어른스러운 소녀. 마나카의 소꿉친구지만 그보다는 언니나 보호자 같은 인물이다.
히카리를 좋아하면서도 바다마을의 아이의 관계가 틀어질 것을 염려해서 그 마음을 표현하지 못한다. 동면으로 홀로 남게 되자 츠무구의 집에 신세를 지게 되고 그 과정에서 츠무구와 사랑에 빠지지만, 과거의 자신과 현재의 마음 사이에서 방황한다. 그 후 츠무구에 대한 자신의 마음을 확인하고 츠무구와 맺어지게 된다.
이사키 카나메(伊佐木 要 이시키 가나메[*])
성우 - 오사카 료타 / 브라이스 패픈브룩
언제나 히카리와 친구들을 멀리서 바라만 본다. 치사키에게 연심을 가지면서도, 눈치가 빠르고 어른스러운 성격 탓에 세 사람의 관계를 알게 되어 치사키를 방관자로서 바라보다가 치사키에게 고백하지만, 포기하게 되고 사유에게 고백을 받는다. 후에 사유와 이루어질 것이 예고된다.
히카리와 마찬가지로, 배끌기 의식 중 소용돌이에 휩쓸려 동면했다가 5년 후 히카리보다 늦게 깨어났다.
키하라 츠무구(木原 紡 기하라 쓰무구[*])
성우 - 이시카와 카이토 / 크리스 해크니
육지 태생의 소년으로, 미하마 중학교에서 히카리 일행과 처음 만나게 되었다. 할아버지의 영향 때문인지 원래 바다의 세계에 관심을 가지고 있으며, 바다에서 온 히카리와 그 친구들을 만난 후 그들에게도 많은 관심을 가지게 된다.
본래 과묵하고 차분한 성격의 소유자. 시오시시오 친구들의 동면 이후, 홀로 남은 치사키와 같이 살면서 사랑에 빠지게 된다. 극 후반부에는 에나를 얻은 후 치사키에게 너도 나를 사랑한다는 고백을 하면서 적극적인 면모도 보여준다. 그 후 치사키와 이어지게 된다.
시오도메 미우나(潮留 美海)
성우 - 코마츠 미카코 / 잰시 후인
어머니 미오리가 시오시시오, 아버지 이타루가 육지 마을인 오시오오시 사람인 혼혈. 어린 시절 어머니 미오리를 잃고 자신을 아껴주는 아카리를 따르곤 했지만 후일 아카리가 이타루와 재혼할 것임을 알게 되자 아카리를 "그 여자(あの女 아노온나[*])"라 부르며 적대시한다. 시간이 흐르고 아카리의 진심을 알게 되면서 아카리를 자신의 엄마로서 인정한다.
초등학교 3학년 시절 자신을 구해준 히카리에게 이성으로서 호감을 느끼지만, 나이 차와 가족으로서의 관계, 결정적으로 에나의 차이에 있어서 한계를 느낀다. 그로부터 히카리가 5년 후 동면에서 깨어나면서 나이가 같아진 점, 그리고 일본의 친족의 결혼 조건을 알게 되고, 에나까지 얻게 되면서 다시금 히카리에게 사랑을 느끼지만, 마나카의 생각 역시 알게 되면서 자신의 마음을 접어둔다.
히사네마 사유(久沼 さゆ)
성우 - 이시하라 카오리 / 세라 앤 윌리엄스
미우나의 베스트프렌드. 히카리와 마찬가지로 건방진 면이 있는 데다 입이 험하지만, 하는 행동은 많이 어리다.
카나메를 좋아하게 되지만, 자신을 어린 애로만 보는 카나메의 행동 때문에 다가가지 못한다. 카나메가 실종되자 카나메를 잊기로 결심하지만, 동면에서 깬 카나메와의 재회 이후 치사키에게 열심인 카나메에게 사랑을 고백하게 된다.
사키시마 아카리(先島 あかり)
성우 - 나즈카 카오리
히카리의 누나. 미우나의 아버지인 이타루와 사랑에 빠지게 되지만, 가정과 시오시시오 마을의 반대에 부딪혀 시오시시오를 나와 육지에서 생활하게 된다.
후일 이타루와 결혼하면서 2부부터는 시오도메 아카리(潮留あかり)로 이름이 바뀐다.
사키시마 토모루(先島 灯 사키시마 도모루[*])
성우 - 아마다 마스 / 리처드 엡카
히카리와 아카리의 아버지. 무뚝뚝하고 요리를 못한다. 시오시시오에서 5년 간 동면을 취했다.
비늘 님(うろこ様)
성우 - 토리우미 코스케 / 크리스 니오시
시오시시오의 수호신. 해신의 어깨비늘이다. 작중 마나카와 츠무구에게 신체가 물고기로 변하는 저주를 내린다.
키하라 이사무(木原 勇 기하라 이사무[*])
성우 - 키요카와 모토무 / 스티브 맨
츠무구의 조부. 본래 바다 마을의 사람이었다가 지상으로 올라왔다.
시오도메 이타루(潮留 至)
성우 - 마지마 준지 / 그랜트 조지
미우나의 아버지이자 아카리의 남편. 아내였던 미오리와 사별하고 미우나와 단 둘이서 생활하다 아카리와 사랑에 빠져 재혼한다.
시오도메 아키라(潮留 晃)
성우 - 이시가미 시즈카
아카리와 이타루 사이에서 태어난 아들. 주위 사람들에게 똥침을 놓는 등 난해하고 폭력적인 성격이지만, 미우나를 좋아하며 따른다.

## 에피소드 목록

### 제 1부
1화 ~ 13화는 제 1부로, '동면' 전까지의 내용을 다룬다.
| 화수 | 부제                    | 원제                 | 각본            | 영상 콘티                       | 연출                | 작화 감독                                                                     |
| ---- | ----------------------- | -------------------- | --------------- | ------------------------------- | ------------------- | ----------------------------------------------------------------------------- |
| 1화  | 바다와 대지의 한가운데  | 海と大地のまんなかに | 오카다 마리     | 시노하라 토이야                 | 아사이 니노미야     | 이시이 유리코, 이타다키 신지                                                  |
| 2화  | 차가운 얇은 막          | ひやっこい薄膜       | 오카다 마리     | 오카무라 텐사이                 | 안자이 타케후미     | 타카하시 히데키                                                               |
| 3화  | 바다의 메시지           | 海のいいつたえ       | 오카다 마리     | 아사이 니노미야                 | 타카시마 다이스케   | 노다 야스유키                                                                 |
| 4화  | 친구니까                | 友達なんだから       | 오카다 마리     | 안자이 타케후미                 | 타다 토모아기라     | 카와구치 센리                                                                 |
| 5화  | 갯민숭달팽이야, 있잖아  | あのねウミウシ       | 오카다 마리     | 시노하라 토이야                 | 이치무라 테츠오     | 니시하타 아유미                                                               |
| 6화  | 삼맴돌이의 저편         | 巴日のむこう         | 요코테 마치코   | 오카무라 텐사이                 | 안자이 타케후미     | 코타니 쿄코、타케시타 미키                                                    |
| 7화  | 흔들리는 배끌기         | おふねひきゆれて     | 요시노 히로유키 | 아사이 니노미야                 | 하라다 타카히로     | 노다 야스유키                                                                 |
| 8화  | 흔들리는 마음의 저편    | たゆたう想いのさき   | 카즈바 아키코   | 안도 마사히로                   | 타다 토모아기라     | 타카하시 히데키、카와구치 센리 미나가와 카즈노리、코시마 아스카               |
| 9화  | 잘 알지 못하는 따스함   | 知らないぬくもり     | 카즈바 아키코   | 하시모토 마사카즈               | 마츠바야시 타다히토 | 스기미츠 노보루                                                               |
| 10화 | 내리고 내리는 따뜻한 눈 | ぬくみ雪ふるふる     | 요코테 마치코   | 안자이 타케후미                 | 노시타니 미츠타카   | 나카노 유카、아베 치아키 토쿠가와 에리、야마모토 케이코 사토 토모코           |
| 11화 | 변해야 할 때            | 変わりゆくとき       | 요시노 히로유키 | 이치무라 테츠오                 | 이치무라 테츠오     | 미나가와 카즈노리、코시마 아스카 타카하시 히데키、카와모 코스케 다이도 유리에 |
| 12화 | 다정해지고 싶어         | 優しくなりたい       | 오카다 마리     | 안도 마사히로                   | 타다 토모아기라     | 카와모 코스케、다이도 유리에                                                  |
| 13화 | 닿지 않는 손끝          | 届かぬゆびさき       | 요시노 히로유키 | 안자이 타케후미 시노하라 토이야 | 타카시마 다이스케   | 노다 야스유키                                                                 |

### 제 2부
14화 ~ 26화는 제 2부로, 동면 이후 5년이 지난 시점부터의 내용을 다룬다.
| 화수 | 부제                                                 | 원제                                                                  | 각본            | 영상 콘티         | 연출                                        | 작화 감독                                                                                      |
| ---- | ---------------------------------------------------- | --------------------------------------------------------------------- | --------------- | ----------------- | ------------------------------------------- | ---------------------------------------------------------------------------------------------- |
| 14화 | 약속의 날                                            | 約束の日                                                              | 오카다 마리     | 사토 타쿠야       | 스가누마 후미히코                           | 카와모 코스케、다이도 유리에 코시마 아스카、카와구치 센리                                      |
| 15화 | 미소의 수호자                                        | 笑顔の守り人                                                          | 오카다 마리     | 모토 소우         | 안자이 타케후미 하라다 타카히로             | 니시하타 아유미、카와구치 센리 미야시타 유지                                                   |
| 16화 | 머나먼 파도의 속삭임                                 | 遠い波のささやき                                                      | 요코테 마치코   | 카키모토 코다이   | 마츠바야시 타다히토                         | 타카하시 히데키、코시마 아스카 카나키 모리                                                     |
| 17화 | 아픈 두 사람                                         | ビョーキなふたり                                                      | 네모토 토시조   | 아베 노리유키     | 아베 노리유키                               | 시마다 카즈아키                                                                                |
| 18화 | 시오시시오                                           | シオシシオ                                                            | 니시무라 쥰지   | 시노하라 토이야   | 타다 토모아기라                             | 니시하타 아유미、카와구치 센리 카나키 모리                                                     |
| 19화 | 길을 잃은 아이                                       | まいごの迷子の…                                                       | 요시노 히로유키 | 안도 마사히로     | 스가누마 후미히코                           | 카와모 코스케、다이도 유리에                                                                   |
| 20화 | 잠자는 공주                                          | ねむりひめ                                                            | 카즈바 아키코   | 모토 소우         | 타카시마 다이스케                           | 노다 야스유키、이케치 우사쿠                                                                   |
| 21화 | 물 밑에서 온 사자                                    | 水底より使い                                                          | 요코테 마치코   | 안도 마사히로     | 모토 소우                                   | 타카하시 히데키、니시하타 아유미 코시마 아스카                                                 |
| 22화 | 잃어버린 것                                          | 失くしたもの                                                          | 네모토 토시조   | 무로이 후미에     | 노시타니 미츠타카                           | 타케우치 유카리、아베 치아키 시미즈 케이조、토쿠가와 에리 마스이 잇페이                        |
| 23화 | 이 마음은 누구의 것?                                 | 気持ちは誰のもの                                                      | 오카다 마리     | 이치무라 테츠오   | 이치무라 테츠오                             | 다이도 유리에、스즈키 미호                                                                     |
| 24화 | 디트리터스                                           | デトリタス                                                            | 오카다 마리     | 요시하라 마사유키 | 스가누마 후미히코 마츠바야시 타다히토       | 카와모 코스케、카와구치 센리 코타니 쿄코、미야시타 유지                                        |
| 25화 | 좋아한다는 건 바다와 닮았다.                         | 好きは、海と似ている。                                                | 오카다 마리     | 안도 마사히로     | 안도 마사히로 모토 소우                     | 타카하시 히데키、니시하타 아유미 미야시타 유지、코시마 아스카 다이도 유리에                    |
| 26화 | 바다의 색, 대지의 색, 바람의 색, 마음의 색, 너의 색. | 海の色。大地の色。風の色。 心の色。君の色。 〜Earth color of a calm〜 | 오카다 마리     | 시노하라 토이야   | 시노하라 토이야 스가누마 후미히코 모토 소우 | 타카하시 히데키, 카와모 코스케、 다이도 유리에, 니시하타 아유미、 카와구치 센리, 이시이 유리코 |

## 음악

### 주제가
이미지 송
凪-nagi- (나기 -nagi-)
가수 - Ray / 작곡 - 나카자와 토모유키 / 작사 - 카와다 마미 / 편곡 - 나카자와 토모유키, 오자키 타케시

#### 제 1부
여는 곡
“lull〜そして僕らは〜”(lull~그리고 우리들은)
가수 - Ray / 작곡 - 나카자와 토모유키 / 작사 - 카와다 마미 / 편곡 - 나카자와 토모유키, 오자키 타케시]
닫는 곡
“アクアテラリウム”(아쿠아테라리움)
가수 - 야나기 나기 / 작곡 - 이시카와 치아키 / 작사 - 야나기 나기 / 편곡 - MATERIAL WORLD

#### 제 2부
여는 곡
“ebb and flow”
가수 - Ray / 작곡 - 나카자와 토모유키 / 작사 - 카와다 마미 / 편곡 - 나카자와 토모유키, 오자키 타케시
닫는 곡
“三つ葉の結びめ”(세닢의 매듭)
가수 - 야나기 나기 / 작곡 - 데와 요시아키 / 작사 - 야나기 나기 / 편곡 - 데와 요시아키
“lull〜Earth color of a calm〜”
가수 - Ray / 작곡 - 나카자와 토모유키 / 작사 - 카와다 마미 / 편곡 - 나카자와 토모유키, 오자키 타케시
삽입 테마
“mnemonic”
가수・작곡・작사 - 야나기 나기

### 배경 음악
vol.1
| 1. lull～そして僕らは～ (TV Size) 2. Blue Water 3. 光のワルツ 4. Stream 5. Silencio 6. Fonte 7. Navio 8. いたずらごっこ 9. 波の綾 10. あまつかぜ 11. Mirage of the sea 12. 月に磨く 13. 確執 14. うろこ様 15. 先人たち 16. どこまでも深く | 1. できるかな 2. 先島光 3. Cry for the moon 4. ロザ・ムーナ 5. 海の涙 6. 祈り 7. すりぬける心 8. ひとりぼっち 9. 追放 10. 冬の訪れ 11. Marine Snow 12. くみ雪 13. 伝説 14. おふねひきの唄 15. アクアテラリウム (TV Size) |

vol.2
| 1. ebb and flow (TV Size) 2. Good Morning!! 3. 泣き虫ワルツ 4. 琥珀色の帰り道 5. Light and shade 6. ひととき 7. 無垢 8. 小さな恋のステップ 9. 不器用に輝く 10. 頭隠して尻隠さず 11. なごみ風 12. 背中に夜風を 13. まなかの翼 14. 声にならずに 15. 御霊火のゆらぎ | 1. #時計仕掛けのエナ 2. #時のため息 3. #母の手 4. #うろこ様の物語 5. #シオシシオ 6. #表裏な想い 7. #孤独のひかり 8. #遠い記憶 9. #目覚めの時 10. #兆し 11. #結ばれる絆 12. #そして、愛で 13. #Ocean's Step 14. #三つ葉の結びめ (TV Size) |

## 참고 자료
- ANIPLUS 잔잔한 내일로부터
- (일본어) 凪のあすから アニメ情報
- (일본어) まうまう アニメ情報

## 같이 보기
- P.A.WORKS
- 잔잔한 내일로부터의 등장인물
- 잔잔한 내일로부터의 에피소드 목록

## 여담
이 애니의 진짜 후유증은 ebb and FLOW이며 
잔잔한 내일로부터가 끝나던 2014년 2월 5일 첫 발매되었고 많은 사람들에게 이 애니의 기억에 알린 노래였다. 그리고 2014.6.4 앨범이 올라왔고 2014년 6월 25일 당일 곡이 확산되었고 2022년에 뮤직비디오가 출시되면서 인지도가 쌓였다. 반면 현재 이곡과 연결되는 장르의 곡이 나오지 않을것으로 보였으나 방탄소년단의 슈가가 a gust d라는 이름으로 life goes on이라는 곡을 내놓는데 해당곡은 2020년 슈가 본인이 참여한 그룹 방탄소년단 노래로 a gust d 이름으로 곡을 가져와 다시뽑아 2023년 4월 21일에 선보이고 정말 노래 결말이 9년 2개월 만에 한국이 비슷한 곡으로 따라가게 되었다.
잔잔한 내일로부터는 그 시기 함께 나란히 갔던 아노하나와는 다르게 10주년 앨범이 힘들게 나왔다. 잔잔한 내일로부터 10주년 마이징 엘범은 2023.10.3 적절하게 나왔지만 일러스트가 밀리면서 2024.10.3 출시된지 약 11년이 되어서야 나왔다. 반면 아노하나는 일러스트와 마이징 2개가 모두 딱 10주년에 맞춰서 나왔다는 차이점이 있다. 물론 극장판 10주년은 나오지 못했다.